# Livezi (okręg Hunedoara)
Livezi – wieś w Rumunii, w okręgu Hunedoara, w gminie General Berthelot. W 2011 roku liczyła 104 mieszkańców.